# Maria Marxer
Maria Marxer (* 11. Februar 1931 in Ruggell) ist eine liechtensteinische Politikerin (FBP).

## Biografie
Im Zeitraum von 1946 bis 1951 war sie in der Keramikgestaltung bei der Schaedler Keramik AG in Nendeln tätig. Im Jahr 1951 übernahm sie eine Saisonstelle als Kindermädchen in Twann im Kanton Bern. Nach ihrer Heirat lebte sie als Hausfrau in Liechtenstein weiter.
Nachdem Gamprin 1980 als zweite Gemeinde des Landes das Frauenstimmrecht auf Gemeindeebene einführt hatte, wurde Marxer 1983 bei den Gemeindewahlen in den Gemeinderat gewählt. Sie war damit neben der ebenfalls gewählten Elsa Oehri und der Vaduzer Gemeinderätin Emma Brogle-Sele (VU) eine der ersten Frauen in einem liechtensteinischen Gemeinderat.
Von 1987 bis 1991 war Marxer Vizevorsteherin von Gamprin. Im Anschluss amtierte sie von 1991 bis 1995 als Gemeindevorsteherin von Gamprin. Marxer war damit die erste Frau, die in Liechtenstein als Gemeindevorsteherin fungierte. Erst 2015 wurde mit Maria Kaiser-Eberle erneut eine Frau in dieses Amt gewählt.
Für ihre außerordentlichen Tätigkeiten erhielt sie das Ritterkreuz des Fürstlich Liechtensteinischen Verdienstordens.